# Свердловська область
Свердло́вська о́бласть (рос. Свердло́вская о́бласть) — суб'єкт Російської Федерації, входить до складу Уральського федерального округу.
Адміністративний центр — місто Єкатеринбург.
Межує на заході з Пермським краєм, на півночі з Республікою Комі й Ханти-Мансійським автономним округом, на сході з Тюменською областю, на півдні з Курганською, Челябінською областями й Республікою Башкортостан.
Утворено 17 січня 1934.

## Етимологія
Область отримала назву від її центру — міста Свердловська (нині — Єкатеринбург), що отримав ім'я на честь Якова Михайловича Свердлова, одного з лідерів більшовицького перевороту, голови ВЦИК в 1917–1919 роках. Назва з'явилася 17 січня 1934 року разом з утворенням самої області, до цього такої області не існувало. До революції Єкатеринбург був центром повіту Пермської губернії.

## Географія
Свердловська область — найбільший регіон Уралу. Область займає середню, і захоплює північну частині Уральських гір, а також західну околицю величезної Західно-Сибірської рівини.
Найвища точка — гора Конжаковський камінь (1569 м).
Головні річки: річки басейну Обі і Ками (Тавда, Тура).
Клімат континентальний; середня температура січня від −16 до −20°С, середня температура липня від +16 до +19°С; кількість опадів — близько 500 мм в рік.
Рослинність: хвойні і змішані ліси.

## Часовий пояс
Свердловська область знаходиться в часовому поясі, що позначається за міжнародним стандартом як Yekaterinburg Time Zone (YEKT/YEKTST). Зсув відносно UTC становить +5:00 (YEKT, зимовий час) / +6:00 (YEKTST, літній час), оскільки в цьому часовому поясі діє перехід на літній час. Щодо Московського часу часовий пояс має постійний зсув +2 години і позначається в Росії відповідно як MSK+2. Єкатеринбурзький час відрізняється від поясного часу на одну годину, оскільки на території Росії діє декретний час.

## Історія
Територія області була заселена з давніх часів. На території області знайдені численні стоянки стародавньої людини, що датуються часом від мезоліту до залізної доби.
На час приєднання до Московського царства у 16 ст. територію нинішньої області населяли башкири на південному заході, мансі на півночі, сибірські татари на південному сході. Характер приєднання башкирських земель — суперечливий, Сибірське ханство та мансійські держави, зокрема Пелимське князівство, були завойовані. Після приєднання до Росії на Уралі активно розвивається видобуток корисних копалин та металургія.
Під час розпаду Російської імперії на територію області претендували Сибірська республіка та Комуч, як компроміс між якими був утворений Тимчасовий обласний уряд Уралу. Наприкінці 1918 року обласні уряди були ліквідовані після узурпації влади Олекандром Колчаком; влітку 1919 року територія області була зайнята більшовиками, білі відійшли на схід.
У 1919 році утворена Єкатеринбурзька губернія, у 1923 — Уральська область. Свердловська область була утворена (виділена з Уральської області) 17 січня 1934 року. Спочатку область включала територію сучасного Пермського краю і не включала декілька районів, спочатку віднесених до Омської та Челябінської областей.
У радянський час область стала одним із центрів військової промисловості, і була закрита для відвідання іноземцями. У 1979 році у Єкатеринбурзі стається витік біологічної зброї. У 1976–1985 областю керує Борис Єльцин, у 1990 році обирається від області народним депутатом РРФСР від обласного центру.
У 1993 році в владою області була проголошена Уральська Республіка, оберталася валюта уральський франк. Автономістськім тенденціям був покладений край після втручання федерального центру.

Югорські князівська XVI ст.
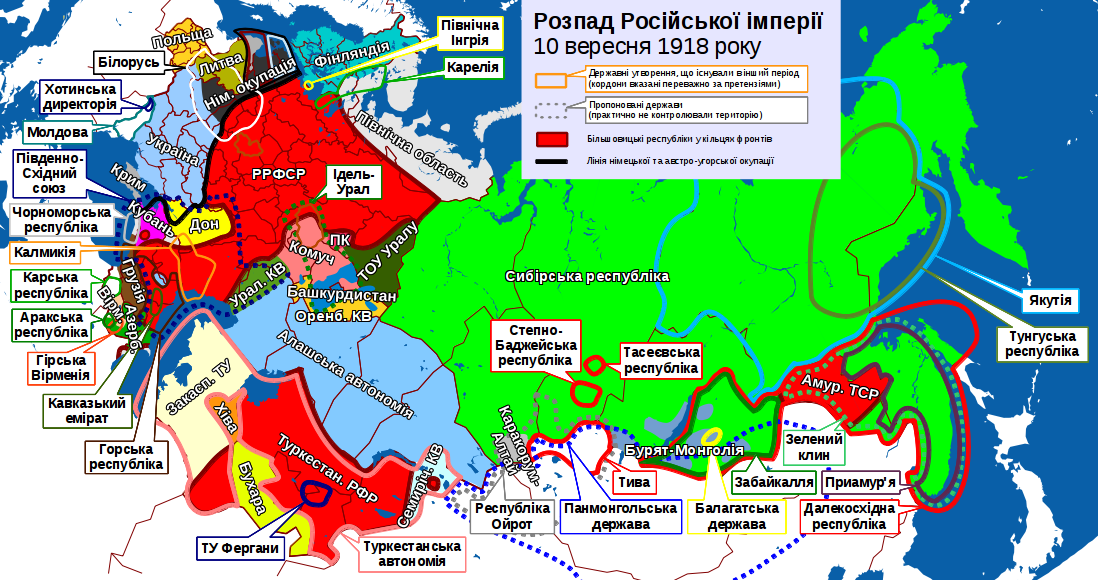
ТОУ Уралу на карті колишньої Російської імперії у 1918 році
Прапор ТОУ Уралу
Уральська область
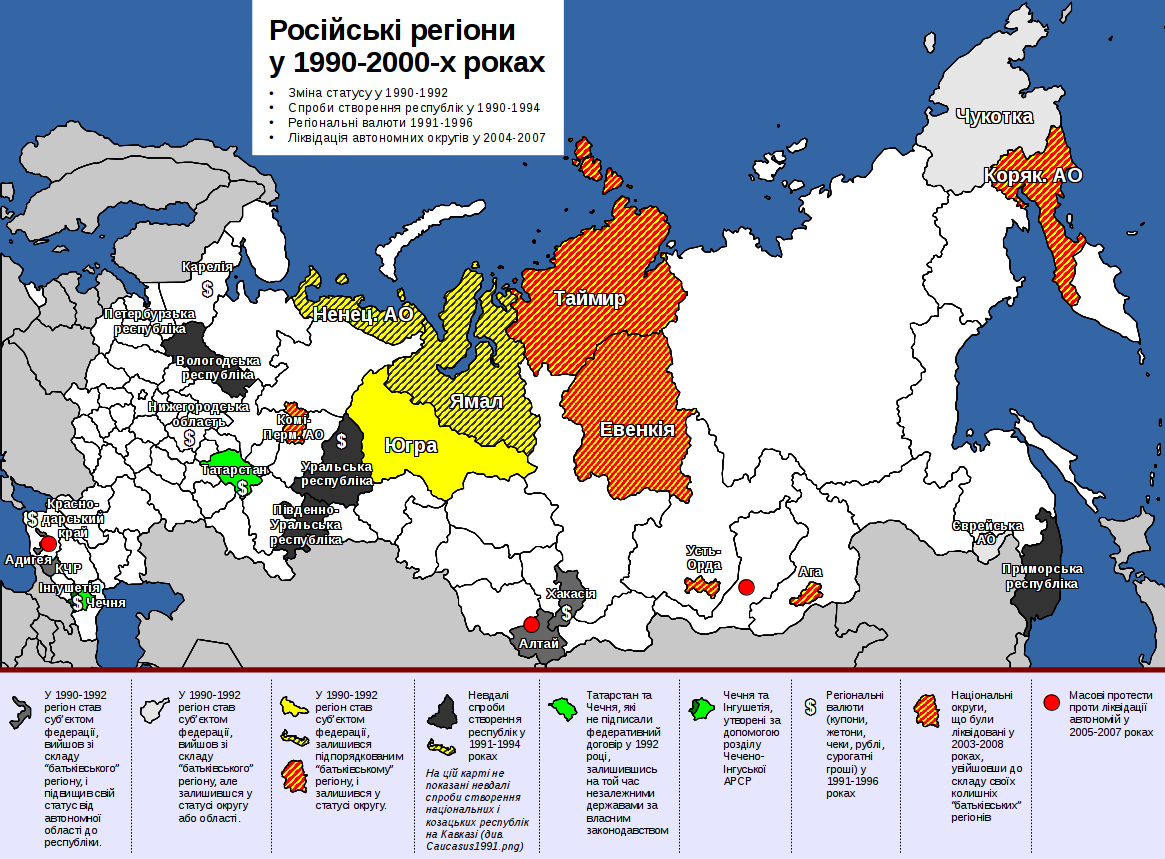
Уральська республіка та уральський франк
Пропонована у 1993 році велика Уральська республіка
Прапор Уральської республіки

## Населення
Чисельність населення Свердловської області за оцінкою на 1 січня 2007 становила 4399,7 тис. осіб (на 1 січня 2006 — 4409,7 тис. осіб) (5-е місце в Росії). У 2006 році зафіксовано скорочення чисельності населення за рахунок природного спаду, яке склало 19,9 тис. осіб. У 2006 році число прибулих на територію Свердловської області перевищило число вибулих на 9,5 тис. осіб.
Щільність населення 22,6 осіб/км² (оцінка на 1 січня 2007), що майже втричі вище середнього по РФ. Частка міського населення перевищує 83 % (оцінка на 1 січня 2006).
За даними Всеросійського перепису населення 2002 року національний склад Свердловської області був наступним:
| Народ    | Чисельність, 2002, тис. (* [Архівовано 24 січня 2012 у WebCite]) |
| -------- | ---------------------------------------------------------------- |
| Росіяни  | 89,23 %                                                          |
| Татари   | 3,75 %                                                           |
| Українці | 1,24 %                                                           |
| Башкири  | 0,83 %                                                           |
| Інші     | 4,95 %                                                           |

## Влада

### Губернатор
Вищою виконавчою особою є губернатор, що обирався прямим загальним голосуванням на 4-літній термін до зміни федерального законодавства.
З 1995 року губернатором області є Едуард Россель (член партії Єдина Росія).

### Законодавча влада
Законодавчу владу здійснюють Законодавчі Збори, що складаються з Обласної думи й Палати Представників. Обласна дума (28 депутатів) — нижня палата — обирається по партійних списках по обласному округу; Палата Представників (21 депутат) — верхня палата — обирається по одномандатних округах. Строк повноважень членів Законодавчих Зборів — 4 роки (Палати Представників до 2002 р. — 2 роки); однак кожні 2 роки переобирається половина депутатів Обласної думи. Відповідність законодавчих і виконавчих актів Статуту області перевіряє Статутний суд.
З 2004 року головою Палати Представників Законодавчих Зборів Свердловської області є Юрій Осінцев (Єдина Росія), а головою Обласної Думи — Микола Воронін (Єдина Росія).
До внесення поправок для приведення в повну відповідність федеральному законодавству після 2000 року, Статут області був практично ідентичний Конституції Уральської Республики 1993 р.

### Виконавча влада
Виконавчим органом є Уряд області, що складається з міністерств, департаментів і управлінь. Голова Уряду призначається Обласною думою за поданням губернатора по тому ж механізму, що й глава федерального уряду (однак губернатор не може представляти ту саму кандидатуру більш двох раз).
З 19 червня 2007 року Голова Уряду області — член партії Єдина Росія Віктор Кокшаров (до цього — міністр зовнішньоекономічних зв'язків).

### Вибори у Свердловській області
В 1990-х роках населення області відрізнялося відносно високою підтримкою партій і кандидатів «правого» і «демократичного» толку. На президентських виборах 1996 року Борис Єльцин, уродженець області, що жив у Свердловську до 1980-х років, набрав понад 70 % голосів.

## Економіка
Чисельність економічно активного населення області на кінець березня 2006 року за оцінкою органів державної статистики склала 2343,3 тис. осіб. З нього зайнято в економіці 2180,6 тис. осіб і 162,7 тис. осіб не мали заняття, але активно його шукали і, відповідно до методології, класифікувалися як безробітні.

### Корисні копалини
Див. також: Богословська група залізорудних родовищ
Корисні копалини: золото, платина, азбест, боксити, мінеральна сировина — залізо, нікель, хром, марганець і мідь. Відповідно, основа регіональної економіки — гірничодобувна і металургійна галузі промисловості.

### Промисловість
В структурі промислового комплексу домінують чорна і кольорова металургія (відповідно 31 % і 19 % обсягу промислового виробництва), збагачення урану і залізняку, машинобудування.
Уральська металургія виникла в 1703 році. Свердловська область займає друге місце в Росії за обсягами промислового виробництва, тут розташовані такі підприємства, як НТМК, Качканарський ГЗК «Ванадій», ВСМПО-Авісма, «Уралмаш», Богословський і Уральський алюмінієві заводи.
Серед машинобудівних галузей переважає «важкий ВПК» (виробництво панцерної техніки і боєприпасів), а також важке індустріальне машинобудування (устаткування для добувної, енергетичної і хімічної промисловості).

### Сільське господарство
Згідно з проведеним у 2006 році Всеросійським сільськогосподарським переписом на території Свердловської області знаходяться 829 сільськогосподарських організацій і 2178 селянських господарств і індивідуальні підприємці. З них у 2006 році здійснювали сільськогосподарську діяльність 499 організацій (зокрема 302 великі і середні) і 893 селянських господарства і індивідуальних підприємця.
Під урожай 2006 року засівало сільськогосподарськими організаціями — 778,4 тис. гектарів, селянськими господарствами і індивідуальними підприємцями — 99,4 тис. гектарів.
Поголів'я великої рогатої худоби в 2006 році становило 213 тисяч голів в сільськогосподарських організаціях і 12,9 тисяч — в селянських господарствах і у індивідуальних підприємців.
Кількість птаха — 10056,6 тис. голів в організаціях і 18,5 тисяч — в селянських господарствах і у індивідуальних підприємців.

### Транспорт

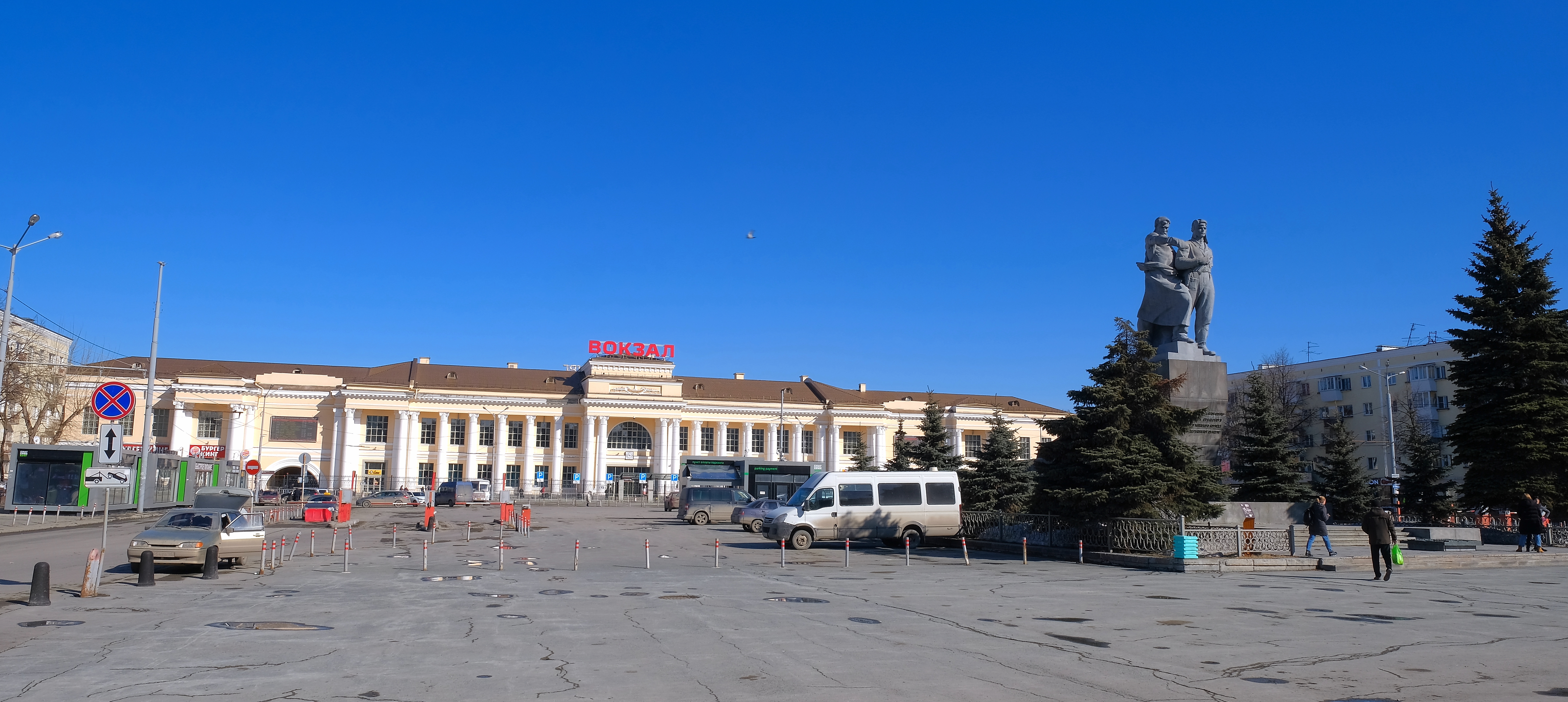
Привокзальний майдан

Свердловська область є важливим транспортним вузлом — через неї проходять залізничні, автомобільні і повітряні траси загальноросійського значення, зокрема Транссибірська залізнична магістраль. Густина залізничної і автодорожньої мережі перевершує середні по країні показники. Крупний міжнародний аеропорт в Єкатеринбурзі — Кольцово.

## Наука
В науковій сфері області працюють близько 1000 докторів і 5000 кандидатів наук. Уральське відділення Російської академії наук об'єднує 22 академічних наукових інституту, на території області знаходяться більше 100 науково-дослідних, проектних, технологічних, конструкторських і інших наукових установ.

## Освіта
На початок 2006/2007 навчального року на території області функціонують більше 1294 денних і 50 вечірніх середніх шкіл, 91 державний середній спеціальний навчальний заклад, 19 державних вищих навчальних закладів, 34 філії і 11 недержавних, 6 філій.
Технопарки: «Високогористий» в м. Нижньому Тагілі, «Уральський» — на базі УГТУ-УПІ в місті Єкатеринбург, технополіс «Зарєчний», з основною спеціалізацією — реалізація науково-технічних проектів по виробництву високотехнологічної, конкурентоздатної і екологічно чистої продукції.

## Адміністративний поділ
Станом на 2021 рік Свердловська область розподілена на 5 муніципальних районів та 68 міських округів:

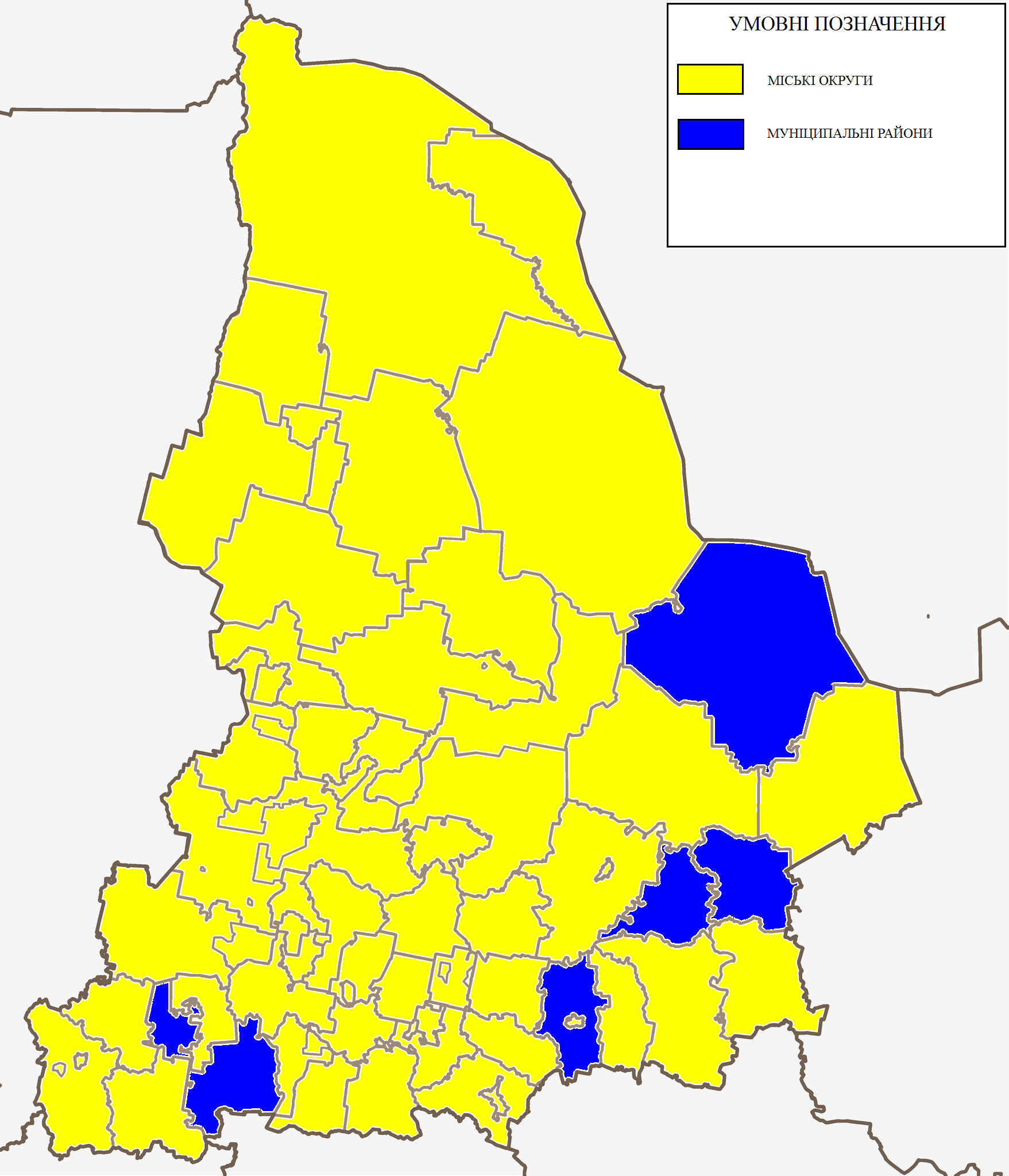
Типи муніципальний утворень

| № з/п | Район, міський округ                          | Площа, км² | Населення, осіб (2002) | Населення, осіб (2010) | Населення, осіб (2018) | Населення, осіб (2021) | Центр               | Поселення | Населені пункти |
| ----- | --------------------------------------------- | ---------- | ---------------------- | ---------------------- | ---------------------- | ---------------------- | ------------------- | --------- | --------------- |
| 1     | Байкаловський район                           | 2293,7     | 19048                  | 16294                  | 15096                  | 14713                  | Байкалово           | 3         | 67              |
| 2     | Комишловський район                           | 2216,6     | 29048                  | 28162                  | 28984                  | 28166                  | Комишлов            | 5         | 54              |
| 3     | Нижньосергинський район                       | 3689,8     | 48038                  | 44453                  | 39889                  | 38578                  | Нижні Серги         | 6         | 38              |
| 4     | Слободо-Туринський район                      | 2709,0     | 17034                  | 15091                  | 12974                  | 12619                  | Туринська Слобода   | 4         | 48              |
| 5     | Таборинський район                            | 11367,0    | 5089                   | 3574                   | 3052                   | 2893                   | Табори              | 3         | 33              |
| 1     | Алапаєвський міський округ (Алапаєвськ)       | 1081,9     | 50953                  | 44455                  | 43379                  | 42559                  | Алапаєвськ          | -         | 10              |
| 2     | Алапаєвський міський округ (Верхня Синячиха)  | 4282,2     | 31525                  | 26542                  | 24532                  | 23917                  | Верхня Синячиха     | -         | 72              |
| 3     | Арамільський міський округ                    | 21,8       | 17125                  | 17446                  | 18523                  | 18959                  | Араміль             | -         | 3               |
| 4     | Артемовський міський округ                    | 2027,0     | 63208                  | 60230                  | 56223                  | 54232                  | Артемовський        | -         | 27              |
| 5     | Артинський міський округ                      | 2773,9     | 33648                  | 29624                  | 27641                  | 27121                  | Арті                | -         | 59              |
| 6     | Асбестівський міський округ                   | 767,9      | 78722                  | 71315                  | 66339                  | 64481                  | Асбест              | -         | 3               |
| 7     | Ачитський міський округ                       | 2071,6     | 19132                  | 16807                  | 15792                  | 15264                  | Ачит                | -         | 54              |
| 8     | Березовський міський округ                    | 1126,0     | 63351                  | 68772                  | 74754                  | 76491                  | Березовський        | -         | 18              |
| 9     | Білоярський міський округ                     | 1323,3     | 34639                  | 34583                  | 35073                  | 34640                  | Білоярський         | -         | 45              |
| 10    | Бісертський міський округ                     | 1289,0     | 11854                  | 10661                  | 9921                   | 9937                   | Бісерть             | -         | 5               |
| 11    | Богдановицький міський округ                  | 1498,0     | 50898                  | 47027                  | 45879                  | 45804                  | Богданович          | -         | 41              |
| 12    | Верх-Нейвінський міський округ                | 86,1       | 5242                   | 5098                   | 4949                   | 4745                   | Верх-Нейвінський    | -         | 1               |
| 13    | Верхньодубровський міський округ              | 33,9       | 4673                   | 4791                   | 5120                   | 5007                   | Верхнє Дуброво      | -         | 1               |
| 14    | Верхньопишминський міський округ              | 1044,9     | 69453                  | 72509                  | 84103                  | 88159                  | Верхня Пишма        | -         | 25              |
| 15    | Верхньосалдинський міський округ              | 1847,2     | 54864                  | 49527                  | 45118                  | 43853                  | Верхня Салда        | -         | 18              |
| 16    | Верхньотагільський міський округ              | 310,6      | 14393                  | 13570                  | 12533                  | 11932                  | Верхній Тагіл       | -         | 3               |
| 17    | Верхньотуринський міський округ               | 265,4      | 11169                  | 9502                   | 9078                   | 8862                   | Верхня Тура         | -         | 2               |
| 18    | Верхотурський міський округ                   | 4926,0     | 19153                  | 16802                  | 15947                  | 15434                  | Верхотур'є          | -         | 44              |
| 19    | Волчанський міський округ                     | 470,8      | 11318                  | 10261                  | 8965                   | 8696                   | Волчанськ           | -         | 3               |
| 20    | Гаринський міський округ                      | 16774,0    | 7832                   | 4904                   | 3986                   | 3760                   | Гарі                | -         | 42              |
| 21    | Горноуральський міський округ                 | 3624,6     | 38447                  | 34905                  | 32895                  | 32109                  | Горноуральський     | -         | 60              |
| 22    | Дегтярський міський округ                     | 167,0      | 15948                  | 15567                  | 16051                  | 15365                  | Дегтярськ           | -         | 4               |
| 23    | Єкатеринбурзький міський округ                | 1142,9     | 1340465                | 1383179                | 1501652                | 1527525                | Єкатеринбург        | -         | 19              |
| 24    | Зарічний міський округ                        | 299,3      | 30569                  | 29765                  | 31182                  | 31500                  | Зарічний            | -         | 5               |
| 25    | Івдельський міський округ                     | 20785,6    | 28745                  | 24519                  | 21713                  | 20797                  | Івдель              | -         | 30              |
| 26    | Ірбітський міський округ (Ірбіт)              | 64,2       | 43318                  | 38357                  | 37280                  | 36128                  | Ірбіт               | -         | 1               |
| 27    | Ірбітський міський округ (Піонерський)        | 4722,0     | 33350                  | 30331                  | 28326                  | 27502                  | Піонерський         | -         | 103             |
| 28    | Каменський міський округ                      | 2141,0     | 29683                  | 28111                  | 27970                  | 27430                  | Мартюш              | -         | 66              |
| 29    | Каменськ-Уральський міський округ             | 144,1      | 187806                 | 176572                 | 170782                 | 165729                 | Каменськ-Уральський | -         | 7               |
| 30    | Комишловський міський округ                   | 51,8       | 28914                  | 26870                  | 26444                  | 25582                  | Комишлов            | -         | 1               |
| 31    | Карпинський міський округ                     | 5523,3     | 33869                  | 31859                  | 29291                  | 28435                  | Карпинськ           | -         | 7               |
| 32    | Качканарський міський округ                   | 318,4      | 46905                  | 43679                  | 41197                  | 39769                  | Качканар            | -         | 3               |
| 33    | Кіровградський міський округ                  | 661,6      | 31203                  | 27726                  | 25669                  | 24591                  | Кіровград           | -         | 9               |
| 34    | Краснотур'їнський міський округ               | 718,9      | 70694                  | 65062                  | 62079                  | 60685                  | Краснотур'їнськ     | -         | 6               |
| 35    | Красноуральський міський округ                | 1627,2     | 29767                  | 25541                  | 23480                  | 22744                  | Красноуральськ      | -         | 11              |
| 36    | Красноуфімський міський округ (Красноуфімськ) | 428,0      | 44471                  | 40445                  | 38959                  | 38000                  | Красноуфімськ       | -         | 5               |
| 37    | Красноуфімський міський округ (Натальїнськ)   | 3411,8     | 31581                  | 28077                  | 25708                  | 25021                  | Натальїнськ         | -         | 67              |
| 38    | Кушвинський міський округ                     | 2386,0     | 48316                  | 40796                  | 38087                  | 36500                  | Кушва               | -         | 13              |
| 39    | Лісний міський округ                          | 359,4      | 55909                  | 52476                  | 50911                  | 50933                  | Лісний              | -         | 5               |
| 40    | Малишевський міський округ                    | 154,5      | 11514                  | 11042                  | 10556                  | 10192                  | Малишева            | -         | 4               |
| 41    | Махньовський міський округ                    | 5754,0     | 8986                   | 7071                   | 5830                   | 5451                   | Махньово            | -         | 40              |
| 42    | Нев'янський міський округ                     | 1842,2     | 46359                  | 42742                  | 41171                  | 40265                  | Нев'янськ           | -         | 37              |
| 43    | Нижньосалдинський міський округ               | 590,8      | 18503                  | 17939                  | 17663                  | 17508                  | Нижня Салда         | -         | 5               |
| 44    | Нижньотагільський міський округ               | 4105,8     | 395539                 | 365433                 | 356844                 | 347167                 | Нижній Тагіл        | -         | 24              |
| 45    | Нижньотуринський міський округ                | 1939,9     | 31256                  | 28000                  | 25547                  | 24471                  | Нижня Тура          | -         | 23              |
| 46    | Новолялинський міський округ                  | 6205,9     | 26512                  | 23564                  | 21523                  | 20804                  | Нова Ляля           | -         | 24              |
| 47    | Новоуральський міський округ                  | 421,0      | 98609                  | 88308                  | 83783                  | 82176                  | Новоуральськ        | -         | 6               |
| 48    | Пелимський міський округ                      | 4905,3     | 4650                   | 4171                   | 3861                   | 3706                   | Пелим               | -         | 4               |
| 49    | Первоуральський міський округ                 | 2053,8     | 157763                 | 148896                 | 146511                 | 141368                 | Первоуральськ       | -         | 30              |
| 50    | Пишминський міський округ                     | 1899,1     | 22519                  | 20614                  | 19446                  | 18930                  | Пишма               | -         | 44              |
| 51    | Полевський міський округ                      | 1550,6     | 74124                  | 71220                  | 69729                  | 67473                  | Полевський          | -         | 14              |
| 52    | Ревдинський міський округ                     | 1106,0     | 64184                  | 63368                  | 64340                  | 62331                  | Ревда               | -         | 8               |
| 53    | Режівський міський округ                      | 1949,4     | 50537                  | 48435                  | 47502                  | 46682                  | Реж                 | -         | 31              |
| 54    | Рефтінський міський округ                     | 24,4       | 17968                  | 16496                  | 16020                  | 15636                  | Рефтінський         | -         | 1               |
| 55    | Свободний міський округ                       | 279,7      | 9667                   | 8198                   | 8915                   | 9851                   | Свободний           | -         | 1               |
| 56    | Середньоуральський міський округ              | 83,8       | 19765                  | 20771                  | 24011                  | 24651                  | Середньоуральськ    | -         | 4               |
| 57    | Сєвероуральський міський округ                | 3503,7     | 54207                  | 44776                  | 40717                  | 39052                  | Сєвероуральськ      | -         | 9               |
| 58    | Сєровський міський округ                      | 6690,0     | 109594                 | 108522                 | 105691                 | 103019                 | Сєров               | -         | 37              |
| 59    | Сисертський міський округ                     | 2087,7     | 60960                  | 60245                  | 62095                  | 62753                  | Сисерть             | -         | 38              |
| 60    | Сосьвинський міський округ                    | 4813,0     | 18412                  | 16346                  | 13889                  | 13545                  | Сосьва              | -         | 24              |
| 61    | Староуткинський міський округ                 | 612,0      | 3324                   | 3072                   | 3150                   | 3081                   | Староуткинськ       | -         | 4               |
| 62    | Сухолозький міський округ                     | 1682,4     | 50308                  | 49005                  | 48404                  | 47375                  | Сухий Лог           | -         | 26              |
| 63    | Тавдинський міський округ                     | 6539,4     | 50278                  | 42306                  | 39042                  | 37623                  | Тавда               | -         | 44              |
| 64    | Талицький міський округ                       | 4447,8     | 55675                  | 47309                  | 43634                  | 42195                  | Талиця              | -         | 95              |
| 65    | Тугулимський міський округ                    | 3332,0     | 25455                  | 22581                  | 19958                  | 19078                  | Тугулим             | -         | 52              |
| 66    | Туринський міський округ                      | 7474,2     | 32540                  | 28274                  | 25751                  | 24835                  | Туринськ            | -         | 63              |
| 67    | Уральський міський округ                      | 10,0       | 2311                   | 2444                   | 2431                   | 2424                   | Уральський          | -         | 1               |
| 68    | Шалинський міський округ                      | 4852,2     | 22695                  | 20762                  | 19716                  | 19258                  | Шаля                | -         | 38              |

## Найбільші населені пункти
Населені пункти з населенням понад 10 тисяч осіб:
| №  | Населений пункт     | Населення, осіб (2002) | Населення, осіб (2010) | Населення, осіб (2018) | Населення, осіб (2021) |
| -- | ------------------- | ---------------------- | ---------------------- | ---------------------- | ---------------------- |
| 1  | Єкатеринбург        | 1293537                | 1349772                | 1468833                | 1544376                |
| 2  | Нижній Тагіл        | 390498                 | 361811                 | 353950                 | 338966                 |
| 3  | Каменськ-Уральський | 186153                 | 174689                 | 168997                 | 164192                 |
| 4  | Первоуральськ       | 132277                 | 124528                 | 123655                 | 114450                 |
| 5  | Сєров               | 99804                  | 99373                  | 97366                  | 94211                  |
| 6  | Новоуральськ        | 95414                  | 85522                  | 81202                  | 78479                  |
| 7  | Верхня Пишма        | 58016                  | 59749                  | 70160                  | 71335                  |
| 8  | Ревда               | 62667                  | 61875                  | 62687                  | 60200                  |
| 9  | Березовський        | 46744                  | 51651                  | 57892                  | 59698                  |
| 10 | Асбест              | 76328                  | 68893                  | 64091                  | 57317                  |
| 11 | Краснотур'їнськ     | 64878                  | 59633                  | 57008                  | 55875                  |
| 12 | Полевський          | 66761                  | 64220                  | 61853                  | 55182                  |
| 13 | Лісний              | 53195                  | 50363                  | 49056                  | 48261                  |
| 14 | Верхня Салда        | 51195                  | 46221                  | 42166                  | 41034                  |
| 15 | Качканар            | 44664                  | 41426                  | 38996                  | 37307                  |
| 16 | Красноуфімськ       | 43595                  | 39765                  | 38395                  | 37301                  |
| 17 | Ірбіт               | 43318                  | 38357                  | 37280                  | 37009                  |
| 18 | Реж                 | 39881                  | 38215                  | 37152                  | 36585                  |
| 19 | Алапаєвськ          | 44263                  | 38192                  | 37526                  | 36189                  |
| 20 | Тавда               | 40686                  | 35421                  | 33356                  | 32749                  |
| 21 | Сухий Лог           | 36407                  | 34554                  | 33689                  | 32748                  |
| 22 | Богданович          | 32856                  | 30670                  | 29241                  | 30142                  |
| 23 | Артемовський        | 34980                  | 33160                  | 30778                  | 28943                  |
| 24 | Зарічний            | 27914                  | 26820                  | 27595                  | 28112                  |
| 25 | Кушва               | 35555                  | 30167                  | 28060                  | 27306                  |
| 26 | Комишлов            | 28914                  | 26870                  | 26444                  | 27117                  |
| 27 | Карпинськ           | 31216                  | 29113                  | 26571                  | 25879                  |
| 28 | Сєвероуральськ      | 34673                  | 29263                  | 26288                  | 24428                  |
| 29 | Середньоуральськ    | 19555                  | 20449                  | 23353                  | 23344                  |
| 30 | Нев'янськ           | 26644                  | 24567                  | 23200                  | 22061                  |
| 31 | Красноуральськ      | 28961                  | 24980                  | 22996                  | 21507                  |
| 32 | Сисерть             | 22152                  | 20465                  | 21097                  | 20634                  |
| 33 | Араміль             | 15076                  | 14224                  | 15321                  | 19013                  |
| 34 | Кіровград           | 23197                  | 21035                  | 19277                  | 18698                  |
| 35 | Нижня Тура          | 24247                  | 22006                  | 19883                  | 18392                  |
| 36 | Туринськ            | 19313                  | 17925                  | 17233                  | 16561                  |
| 37 | Нижня Салда         | 18067                  | 17619                  | 17373                  | 16505                  |
| 38 | Дегтярськ           | 15869                  | 15522                  | 16001                  | 15497                  |
| 39 | Рефтінський         | 17968                  | 16496                  | 16020                  | 15164                  |
| 40 | Талиця              | 18860                  | 16225                  | 15941                  | 14808                  |
| 41 | Івдель              | 19324                  | 17775                  | 15888                  | 14306                  |
| 42 | Білоярський         | 12645                  | 12615                  | 11875                  | 13293                  |
| 43 | Буланаш             | 13274                  | 12504                  | -                      | 11989                  |
| 44 | Арті                | 13790                  | 12881                  | 12997                  | 11657                  |
| 45 | Нова Ляля           | 14584                  | 12734                  | 11879                  | 10684                  |
| 46 | Верхній Тагіл       | 12571                  | 11843                  | 10962                  | 10113                  |
| 47 | Троїцький           | 11266                  | 10467                  | -                      | 10045                  |